# Rizziconi
Rizziconi é uma comuna italiana da região da Calábria, província de Reggio Calabria, com cerca de 7.644 habitantes. Estende-se por uma área de 39 km², tendo uma densidade populacional de 196 hab/km². Faz fronteira com Cittanova, Gioia Tauro, Oppido Mamertina, Rosarno, Seminara, Taurianova.

## Demografia
| Variação demográfica do município entre 1861 e 2011                               |
|                                                                                   |
| Fonte: Istituto Nazionale di Statistica (ISTAT) - Elaboração gráfica da Wikipedia |